# Escándalo del Enten

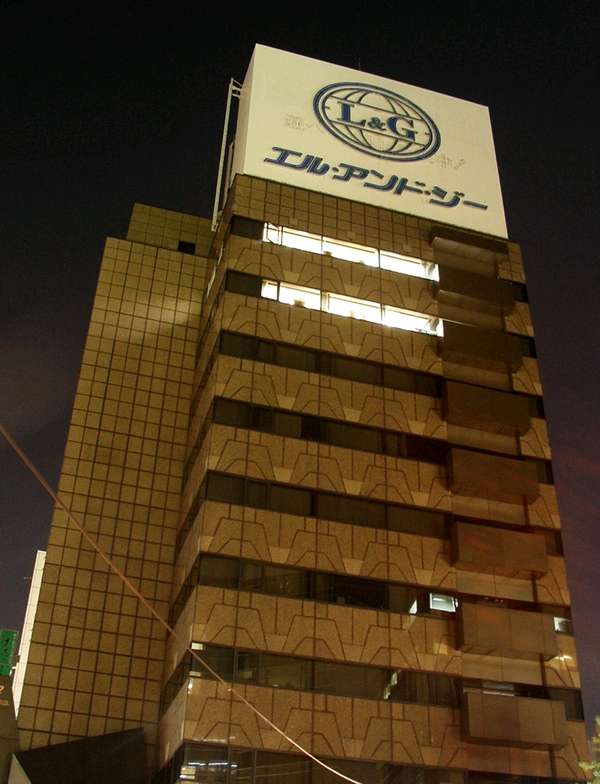
Sede central de L&G

El escándalo del Enten fue un fraude revelado el 5 de febrero de 2009, cuando Kazutsugi Nami (波和二 Nami Kazutsugi?) presidente de la empresa de futones Ladies & Gentlemen (L&G) fue arrestado por la policía japonesa. Nami y otros 21 ejecutivos fueron acusados de defraudar a miles de inversionistas acumulando un total de 1.400 millones de dólares durante ocho años. El caso involucra la invención de una moneda ficticia llamada Enten, que usó Nami para estafar a los inversionistas. Es considerado el peor caso de estafa a inversionistas en la historia japonesa.

## L&G
Ladies & Gentlemen (L&G) fue fundada en 1987 y originalmente vendía futones y comida saludable, pero desde 2001 comenzó a hacer inversión de dinero. Desde entonces la empresa comenzó a gestionar el fraude.

## Enten
Desde 2001 Nami comenzó a emitir una moneda electrónica especial que lo llamó Enten (円天?   literalmente "dinero celestial") a los inversionistas que pagaban al menos 100.000 yenes (1000 dólares). El Enten fue una moneda virtual que Nami esperaba que se convirtiera en una moneda de curso legal en un período de post-recesión y así convertirse en alguien "mundialmente famoso". A los inversionistas se les prometió un retorno anual del 36% e inclusive participaban en una celebración llamada "Feria del Enten", donde los participantes oraban por el plan de inversiones de Nami. Una mujer describió la existencia del Enten como "maravillosa", mientras que otro manifestó: "Es como un sueño, yo puedo comprar cualquier cosa".
El Enten se generaba en los teléfonos celulares y podía ser usado para cambiar artículos en línea, incluyendo vegetales, futones, ropa y joyería. En febrero de 2007, los dividendos de L&G fueron distribuidos en Enten, en vez de dinero, causando pleitos y cancelaciones de cuentas. En octubre de 2007, la policía registró la casa matriz de L&G en Tokio, bajo la sospecha de que la empresa había violado las leyes de inversión.
Nagi negó las alegaciones de cualquiera irregularidad. Conformó una especie de culto contra sus víctimas, o "accionistas" como él llamaba. Los abogados que representaban a las víctimas decían que Nami creía que él tenía un "decreto divino" para "eliminar la pobreza de este mundo".

## Arresto
Nami dijo que estaba bebiendo una jarra de cerveza cuando la policía, seguido por reporteros, lo arrestaron en un restaurante cuando desayunaba cerca de su oficina en Tokio a las 5:30 a. m. del 4 de febrero de 2009. Nami y otros ejecutivos de la compañía fueron arrestados sospechosos de violar la Ley de Castigo de Crímenes Organizados. Protestó por su inocencia y cuando era conducido por la policía, los acusó de destruir su negocio.